# Tóth Máté (labdarúgó)
Tóth Máté (Szombathely, 1998. június 20. –) magyar labdarúgó, a  Békéscsaba Előre játékosa.

## Pályafutása

### Klubcsapatokban
2010-től 2016-ig a Haladás utánpótlás akadémiáján nevelkedett, az első csapatban 2016. augusztus 7-én lépett pályára az MTK Budapest ellen 2–0-ra megnyert NB I-es mérkőzésen. 2018. július 17-én kölcsönben a Mezőkövesden játszott, a szezon végén végleg megvásárolták. 2019-ben a Szeged-Csanádnál játszott, majd 2021-ben újra a Haladáshoz szerződött.